# Райлі Стіл
Ра́йлі Сті́л (англ. Riley Steele, нар. 26 серпня 1987, Каліфорнія, США) — американська порноакторка та еротична модель.

## Біографія
Виросла в Ескондідо, Каліфорнія. Працювала в Starbucks і в барі для гольфу.
Зустріла порнозірку Джессі Джейн на зйомках у Піратах, де Джейн порадила їй продовжувати. У той же день Стіл підписала контракт з Digital Playground. Її перша сцена була в фільмі Пірати 2: Помста Стогнетті.
У січні 2011 року брала участь у створенні тогорічного AVN Awards.
Стіл з'явилася в 3D фільмі жахів Піраньї 3D у ролі Кристал, однієї з провідних ролей.
У 2011 році була в реаліті-шоу Життя нагорі, Сезон 2, Епізод 1: Готовий до року, у ролі Тіппі.
Стіл з'явилася на обкладинці багатьох порножурналів: Cheri (випуск за грудень 2010 року), Club (квітень 2011), Club International (січень та жовтень 2010), High Society, Hustler, Penthouse (10-сторінкова фотосесія у випуску за листопад 2011), Velvet (травень 2012), Video World.
За даними на 2020 рік знялася у 124 порнофільмах.

## Нагороди
| Рік  | Нагорода                    | Категорія                                                                                         | Фільм               |
| ---- | --------------------------- | ------------------------------------------------------------------------------------------------- | ------------------- |
| 2011 | AVN Awards                  | Best All-Girl Group Sex Scene (з Кейден Кросс, Джессі Джейн, Кацуні та Рейвен Алексіс)            | Body Heat           |
| 2011 | AVN Awards                  | Crossover Star of the Year                                                                        | Н/Д                 |
| 2011 | AVN Awards                  | Fan Award - Wildest Sex Scene (з Кейден Кросс, Джессі Джейн, Кацуні та Рейвен Алексіс)            | Н/Д                 |
| 2011 | XBIZ Awards                 | Crossover Star of the Year                                                                        | Н/Д                 |
| 2011 | XRCO Awards                 | Mainstream Adult Media Favorite                                                                   | Н/Д                 |
| 2012 | AVN Awards                  | Fan Award - Best Body                                                                             | Н/Д                 |
| 2012 | AVN Awards                  | Fan Award - Favorite Porn Star                                                                    | Н/Д                 |
| 2012 | AVN Awards                  | Fan Award - Hottest Sex Scene (з Бібі Джонс, Джессі Джейн, Кейден Крос, Стоєю, Мануелем Феррарою) | Babysitters 2       |
| 2012 | AVN Awards                  | Fan Award - Twitter Queen                                                                         | Н/Д                 |
| 2012 | NightMoves Awards           | Best Overall Body                                                                                 | Н/Д                 |
| 2013 | AVN Awards                  | Fan Award - Favorite Body                                                                         | Н/Д                 |
| 2013 | AVN Awards                  | Fan Award - Favorite Porn Star                                                                    | Н/Д                 |
| 2013 | RogReviews Fan Faves Awards | Favorite Female Performer                                                                         | Н/Д                 |
| 2013 | XBIZ Awards                 | Best Scene - Vignette Release (з Еріком Евергардом)                                               | In Riley's Panties  |
| 2013 | XBIZ Awards                 | Best Scene - All-Girl (з Джессі Джейн, Кейден Кросс, Селеною Роуз та Вікі Чейз)                   | Mothers & Daughters |